# Pieter De Crem
Pieter Frans Norbert Jozef Raymond De Crem (ur. 22 lipca 1962 w Aalter) – belgijski i flamandzki polityk, od 2007 do 2014 minister obrony, w latach 2018–2020 minister spraw wewnętrznych.

## Życiorys
Ukończył filologię romańską na Uniwersytecie Katolickim w Leuven. Kształcił się też w zakresie prawa europejskiego i międzynarodowego na Wolnym Uniwersytecie Brukselskim.
Od 1987 do 1989 pracował w Roularta Media Group. Zaangażował się w działalność Chrześcijańskiej Partii Ludowej (od 2001 pod nazwą Chrześcijańscy Demokraci i Flamandowie). Po 1989 był członkiem gabinetu politycznego premiera Wilfrieda Martensa ds. kontaktów z parlamentem, a następnie doradcą ministra obrony Leo Delcroix.
W 1992 zajął się działalnością gospodarczą, jednak już w 1994 powrócił do polityki, wygrywając wybory na urząd burmistrza miasta Aalter. Od tego czasu nieprzerwanie zajmuje to stanowisko. W 1995 po raz pierwszy został posłem do Izby Reprezentantów (reelekcję uzyskiwał w 1999, 2003, 2007, 2010, 2014 i 2019, odmawiając jednak w 2019 jego objęcia). W latach 2003–2007 przewodniczył klubowi deputowanych CD&V.
21 grudnia 2007 Guy Verhofstadt powierzył mu tekę ministra obrony w swoim przejściowym gabinecie. Pieter De Crem pozostał na tym stanowisku także w trzech kolejnych rządach, na czele których stali Yves Leterme, Herman Van Rompuy i ponownie pierwszy z nich. 6 grudnia 2011 po raz kolejny objął urząd ministra obrony w piątym z rzędu gabinecie, na czele którego stanął Elio Di Rupo. Zakończył urzędowanie 11 października 2014, obejmując jednocześnie stanowisko sekretarza stanu ds. handlu zagranicznego w nowym rządzie. 9 grudnia 2018 w trakcie rekonstrukcji gabinetu premier Charles Michel powierzył mu urząd ministra spraw wewnętrznych. Pozostał na dotychczasowej funkcji, gdy w październiku 2019 na czele przejściowego gabinetu stanęła Sophie Wilmès, a także w marcu 2020, gdy Sophie Wilmès utworzyła swój drugi rząd. Zakończył urzędowanie w październiku 2020.